# Here We Go Again (film, 1942)
Pour les articles homonymes, voir Here We Go Again.
Pour plus de détails, voir Fiche technique et Distribution.
Here We Go Again est un film américain réalisé par Allan Dwan, sorti en 1942.

## Synopsis
Fibber et Molly McGee voulaient célébrer leur vingtième anniversaire de mariage en invitant des amis, mais la plupart se décommandent. Finalement ils décident d'aller passer quelques jours dans un lodge, près du lac Arcadia. Mais tout ne va pas se passer comme prévu. 

## Fiche technique
- Titre original : Here We Go Again
- Réalisation : Allan Dwan
- Scénario : Paul Girard Smith, Joe Bigelow
- Direction artistique : Albert D'Agostino, Walter E. Keller
- Décors : Darrell Silvera, Al Fields
- Costumes : Renié
- Photographie : Frank Redman
- Son : John E. Tribby
- Montage : Desmond Marquette
- Musique : Roy Webb
- Production : Allan Dwan
- Société de production : RKO Radio Pictures
- Société de distribution : RKO Radio Pictures
- Pays de production :  États-Unis
- Langue originale : anglais
- Format : Noir et blanc  — 35 mm — 1,37:1 — son mono
- Genre : Comédie
- Durée : 77 minutes
- Dates de sortie : États-Unis : 9 octobre 1942

## Distribution
- Edgar Bergen : Edgar Bergen et sa marionnette Charlie McCarthy
- Jim Jordan (en) : Fibber McGee
- Marian Driscoll Jordan (en) : Molly McGee
- Harold Peary : Throckmorton P. Gildersleeve
- Ginny Simms : Jean Gildersleeve
- Gale Gordon : Otis Cadwalader
- Isabel Randolph (en) : Abigail Uppington
- Jerry Maren : Charlie McCarthy Movement Double
- Sterling Holloway : Tommy, messager de la Western Union

## Chansons du film
- "Delicious Delirium" et "Until I Live Again" : musique de Harry Revel, lyrics de Mort Greene

## Autour du film
- Ce film est la suite de Look Who's Laughing, du même réalisateur, sorti l'année précédente.